# شما اهل کدام سیاره هستید؟
شما اهل کدام سیاره هستید؟ (به انگلیسی: What Planet Are You From?) فیلمی محصول سال ۲۰۰۰ و به کارگردانی مایک نیکولز است. در این فیلم بازیگرانی همچون گری شندلینگ، آنت بنینگ، گرگ کینر، بن کینگزلی، لیندا فیورنتینو، جان گودمن، جودی گریر، ریچارد جنکینز، کارولین آرون، نورا دان، کمرین منهایم، ان کیوسک، فیل لویس، جنین گرافلو و اکتاویا اسپنسر ایفای نقش کرده‌اند.